# Пінеалома
Пінеалома — це пухлина шишкоподібного тіла (епіфіза).

## Етіологія
Пінеалома утворюється внаслідок проліферації різних клітин шишкоподібного тіла пінеалоцитів, астроцитів, гермінальних клітин.

## Симптоми
Головні болі, нудота, слабкість, порушення координації рухів, безсоння (внаслідок порушення продукції мелатоніну шишкоподібним тілом).

## Лікування

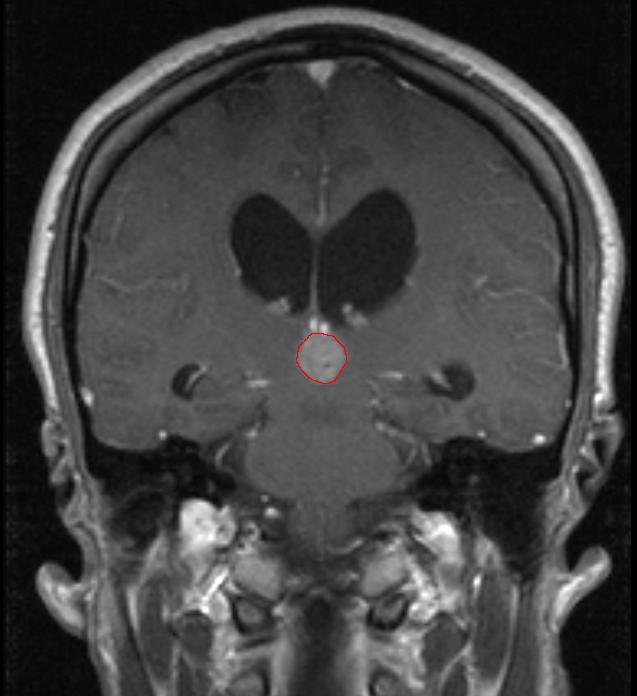
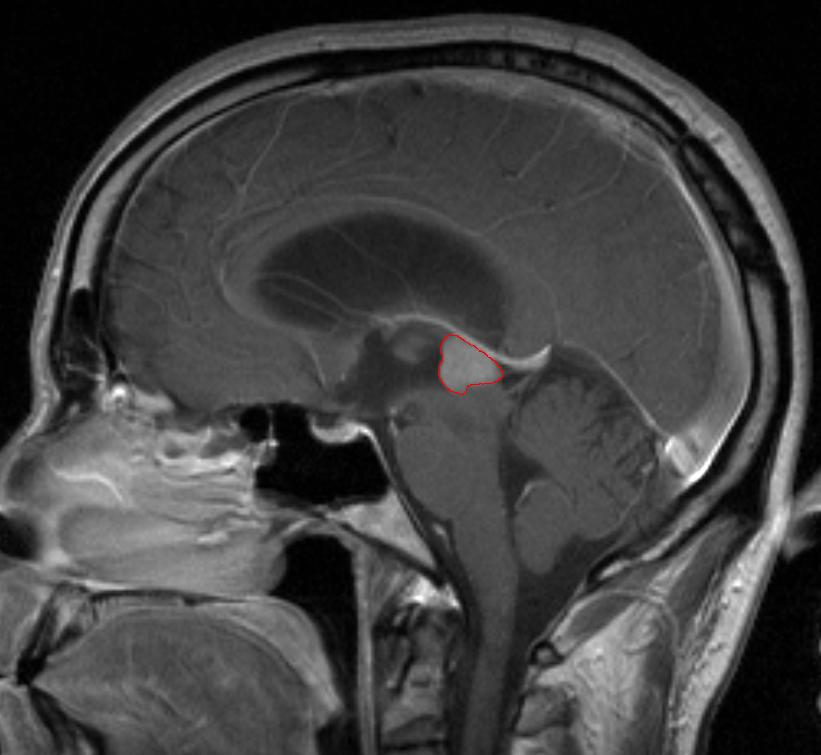

Оперативне – видалення пухлини.